# La poliziotta
La poliziotta è un film commedia italiano del 1974, diretto da Steno ed interpretato da Mariangela Melato, che ottenne il David di Donatello per la sua interpretazione di Giovanna, la protagonista.

## Trama
Gianna è una piacente segretaria, sfruttata sul lavoro poiché vista dagli uomini solo come un oggetto. Stanca della situazione, decide di trasferirsi da Ravedrate (paese fittizio presso Milano), ma alla stazione del paese trova ispirazione per il suo riscatto: la possibilità di diventare vigile urbano. Si diploma con il massimo dei voti e dopo aver cambiato nome in Giovanna, in onore di Giovanna d'Arco, entra in servizio, fiera del suo incarico.
Man mano che prosegue nel suo lavoro scopre come tutto il mondo politico sia un intrico di menzogne, truffe, clientelismi e nepotismi tra privati, aziende e Stato. I suoi oppositori tentano in ogni modo di emarginarla a incarichi duri o di minor importanza, poi di ostracizzarla e infine di diffamarla. La sua forza di volontà e il suo senso del dovere la portano comunque ad attirare l'attenzione dei media, riesce a portare al Ministero le sue denunce ma, anche lì, l'illegalità regna e queste vengono fatte sparire. Gianna viene spedita in un posto vacante in una sperduta isola siciliana assieme al pretore che l'aveva spalleggiata.

## Sequel e influenza
La poliziotta è erroneamente considerato il film che ha ispirato il filone "leggero" della commedia erotica all'italiana anni settanta dato che non ne contiene i temi, ma solo alcuni personaggi. I tre film (La poliziotta fa carriera, La poliziotta della squadra del buon costume e La poliziotta a New York) girati da Michele Massimo Tarantini, dove il ruolo della poliziotta è interpretato da Edwige Fenech, non mantengono l'equilibrio dolce-amaro del film originario, virando infatti verso una comicità più grossolana, di stampo erotico-licenzioso più spinta. In tutti e quattro i film della serie è presente Alvaro Vitali, prima in un piccolo ruolo e poi sempre più centrale.
Allo stesso modo de La poliziotta, anche un altro film di Steno darà vita ad un popolare genere degli anni settanta, visto che La polizia ringrazia diede inizio al genere poliziottesco.

## Ambientazione
Il film è ambientato nel fittizio paese di Ravedrate. La maggior parte delle scene venne girata a Bergamo, tra città alta e bassa. Altre scene furono girate sull'Adda, si riconoscono infatti il ponte sull'Adda tra Paderno d'Adda e Calusco d'Adda, e la centrale Esterle di Cornate d'Adda. Nei titoli d'inizio si riconosce invece Terni, in particolare piazza Tacito e gli argini del Nera. Le scene del ministero sono girate al palazzo delle Scienze all'EUR di Roma.

## Riconoscimenti
- David di Donatello 1975
  - Migliore attrice protagonista (Mariangela Melato)